# 스콧 암스트롱

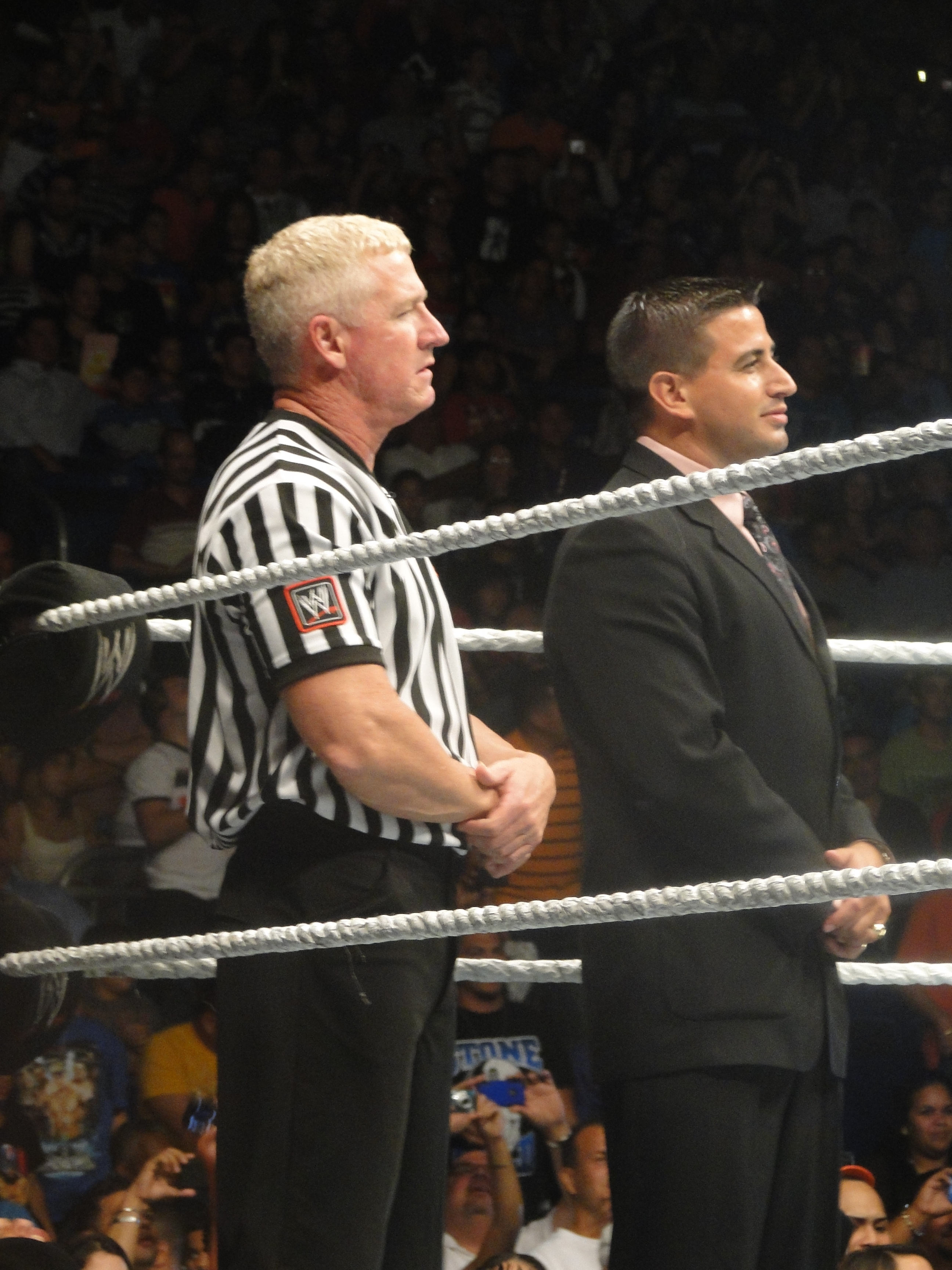
암스트롱(왼쪽)과 저스틴 로버츠

스콧 암스트롱(Scott Armstrong, 본명: Joseph Scott James, 1961년 5월 4일 ~ )는 미국의 레슬링 프로듀서이자 전직 심판 (프로레슬링)이자 은퇴한 프로레슬러로 현재 다이아몬드 챔피언십 레슬링(Diamond Championship Wrestling)에 소속되어 있다. WWE에서 일했다. 제임스는 밥 암스트롱의 장남이며 레슬링 선수가 된 세 형제, 브래드(Brad), 스티브(Steve) 및 브라이언이 있다.